# Gostkowski

Herb Gostkowski

Herb Gostkowski odmienny

Gostkowski (Gostkofski, Gostkowske, Gustkowski, Skork-Gostkowski, Skórka-Gostkowski, Skórka, Skork, Skorka, Drzewica odmienny) – kaszubski herb szlachecki, według Przemysława Pragerta odmiana herbu Drzewica.

## Opis herbu
Herb znany przynajmniej w dwóch wariantach. Opisy z wykorzystaniem zasad blazonowania, zaproponowanych przez Alfreda Znamierowskiego:
Gostkowski (Gostkofski, Gostkowske, Gustkowski, Skork-Gostkowski, Skórka-Gostkowski, Skórka, Skork, Skorka, Drzewica odmienny): W polu błękitnym półksiężyc złoty z twarzą (okiem w prawo) między dwiema takimiż gwiazdami w słup. Klejnot: nad hełmem w koronie ramię zbrojne z mieczem, wzniesione do cięcia. Labry błękitne, podbite złotem. Dewiza: VIRTUS MIHI NUMEN ET ENSIS, QUEM TENEO (CNOTA JEST MI DROGOWSKAZEM I MIECZEM, KTÓRY DZIERŻĘ).
Gostkowski odmienny (Gostkofski, Gustkowski): W miejsce gwiazd listki koniczyny, brak dewizy.

## Najwcześniejsze wzmianki
Herb najwcześniej pojawia się na mapie Pomorza Lubinusa z 1618, następnie u Dachnowskiego (Herbarz szlachty Prus Królewskich), Niesieckiego (Korona polska) i Ostrowskiego (Księga herbowa rodów polskich). Herb ten znają też źródła niemieckojęzyczne: Bagmihl (Pommersches Wappenbuch), Cramer (Geschischte der Lande Lauenberg und Bütow), Nowy Siebmacher, Ledebur (Adelslexikon der preussichen Monarchie von...) oraz Żernicki (Der polnische Adel, Die polnischen Stamwappen). Wariant odmienny podawany jest przez Siebmachera.

## Rodzina Gostkowskich
Kaszubska rodzina szlachecka wywodząca się ze wsi Gostkowo, mało znana polskim heraldykom. Być może jej protoplastą był rycerz Bartek z Gostkowa wymieniany w latach 1400, 1405, 1409 i 1423 jako sędzia ziemski. W następnych latach wieś uległa podziałowi na Gostkowo i Gostkówko. W roku 1559 wymieniani byli następujący dziedzice w Gostkowie: Hans i Jurgen Adam, Drewes i Merten Jerke, Matz Jersecke, Peter Krison, Junge i Olde Matzschurken (Matz Skórkowie), Bartos i Pawel Palubitzki, Drewes i Jurgen Schurcke. W Gostkówku natomiast siedzieli: Peter Fiton, Jurgen Schurcke, Labunn i Jurgen oraz Tomas Putkamerowie. W kolejnym dokumencie z 1560 nazwiska panków są podane w nieco innej formie. Nazwiska używane później jako drugi człon przy Gostkowski: Adam, Cyrzan, Darselkow, Jark, Labun, Pałubicki, Putkamer, Skórka, Wantoch i Wicon, to prawdopodobnie nazwiska odrębnych rodów, które od XVII wieku zaczęły przyjmować nazwisko odmiejscowe Gostkowski.

## Herbowni
Gostkowski (Gostkofske, Gostkofski, Gostkowsky, Gustkowski) także z przydomkiem Skórka oraz samodzielnie Skórka (Schurcke, Schurek, Schureke, Schurig, Schuriken, Schurke, Schurko, Scuircke, Scuircken, Skork, Skorke, Skurik, Skurk, Skurka). Niewykluczone także, iż nosiła go pierwotnie rodzina Jark i Jark-Gostkowski.
Inne rodziny noszące drugi człon nazwiska Gostkowski, nosiły inne herby. Jarkowie są znani z herbem Jark, oraz, błędnie Konigslöw. Wiconom przysługiwał herb Wicon z odmianami. Cyrzanowie mają używać herbu Czirson (Lew, Czyrzan), Pałubiccy mają być herbu Brochwicz, Wantochowie mają używać herbu Trzy Gwiazdy (Księżyc), albo jego odmiany Rekowski II. Zmudowie powinni używać herbu Zmuda II. Herby Gostkowskich z innymi przydomkami nie są znane.